# ぐっどもーにんぐ
有限会社ぐっどもーにんぐは、仙台に拠点を置く芸能事務所。主にラジオパーソナリティやナレーターが所属しているが、タレントやミュージシャンなども所属する。
宮城県を中心としたマスメディアへのタレント派遣やイベント・結婚式の司会派遣のほか、アナウンススクールやコーチング講座なども運営している。

## 所属タレント・アナウンサー
- 江澤さおり（TBCラジオ「Good Afternoon Music」など）
- 菊地清香（FMいずみ「Lady, Go! Friday!」など）
- 黒沼真里（FMいずみ「トワイライト・ジャンクション」など）
- 後藤麻子（ミヤギテレビ「OH!バンデス」など）（ファッションスタジオにも所属）
- サトウミカ（ミヤギテレビ「ちょっとブレイクタイム」など）
- 青龍ひろみ（FMいずみ「コンサートホール」など）
- 新田由紀子（ラジオ3「奥山えいじの夢・青春」など）
- 村林いづみ（Date fm「VEGALTA Ole!」など）
- 森下葵（仙台放送「ヨジテレビ!」など）
- 菅田かおり（ジャズ歌手）
- 鈴木智恵（元FM岩手アナウンサー、NHK仙台気象キャスター、日本気象協会・ウェザーニューズ・私立TBC気象台予報士など）